# 212 Medea
A 212 Medea a Naprendszer kisbolygóövében található aszteroida. Johann Palisa fedezte fel 1880. február 6-án.